# Rabenstein (Gemeinde Althofen)
Die Häusergruppe Rabenstein liegt im Norden der Gemeinde Althofen im Bezirk Sankt Veit an der Glan.

## Namenkundliches
Das Wort Raben im Namen Rabenstein bezeichnet den gleichnamigen Vogel oder einen von diesem Tier abgeleiteten Personennamen.
Das Wort Stein steht für einen Felsen oder im übertragenen Sinne für eine Burg.
Seit der Frühen Neuzeit ist der Begriff Rabenstein als Ganzes auch als Bezeichnung für eine Richtstätte überliefert.
Aufgrund dieser Bedeutungen schlug die Sprachwissenschaft unterschiedliche Deutungen für den Namen Rabenstein vor. 
Heinz-Dieter Pohl deutete Rabenstein als Burg des Ramo,
Karl Finsterwalder als „Fels, wo Raben nisten“.
Nach Primus Lessiak könnte, wie bei Finsterwalder, der Name ein „Geländename“ sein, aber auch ein „Wappennamen“.
Eberhard Kranzmayer schließlich meinte, da Rabenstein auch Richtstätte bedeuten kann, dass der Ortsname „Burg […], ausgestattet mit Blutgerichtsbarkeit“ bedeute.

## Geschichte
1074 wurde Rabenstein erstmals urkundlich erwähnt, 1163 als villa bezeichnet, was im Hochmittelalter typischerweise schon Weiler oder Dorf bedeutete. Für das zwölfte und das 13. Jahrhundert ist das Geschlecht der Rabensteiner als herzögliche Ministerialen in Rabenstein bezeugt.
Spätestens im ausgehenden 13. Jahrhundert gab es eine Burg in Rabenstein, die aber 1307 vollständig zerstört, und deren Baumaterial für den Festungsbau in Althofen verwendet wurde.
Für das Jahr 1829 sind in Rabenstein noch sieben Höfe belegt, die von sechs Bauern bewirtschaftet wurden. Zwischen 1859 und 1869 erwarb Friedrich von Knapitsch, ein Sohn Ferdinands von Knappitsch, alle Anwesen und vereinigte sie zum heutigen Gut Rabenstein, wodurch Rabenstein heute nur noch aus eben diesem Gut besteht. 1873 wurde Rabenstein, das zuvor zur Gemeinde Friesach gehörte, Teil der Gemeinde Althofen.

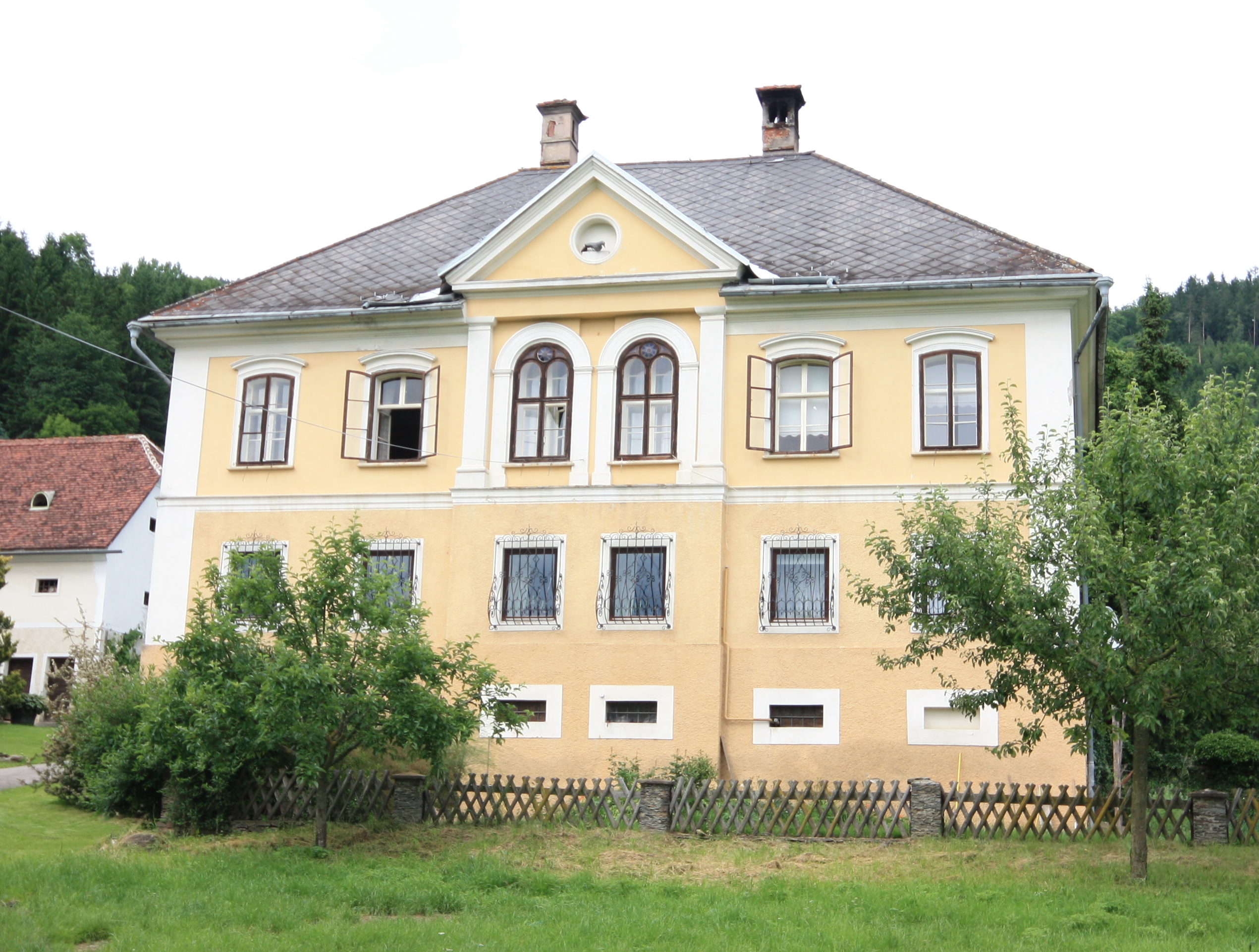
Gutshaus Rabenstein (2008)

## Bevölkerungsentwicklung
Der Franziszeische Kataster überliefert die Anzahl der Häuser für Rabenstein von 1829. Seit der Volkszählung von 1869 liegen für Rabenstein Einwohnerzahlen in Abständen von typischerweise zehn Jahren vor.
| Jahr | Einwohnerzahl | Häuser |
| ---- | ------------- | ------ |
| 1829 |               | 9      |
| 1869 | 22            | 3      |
| 1880 | 22            |        |
| 1890 | 30            |        |
| 1900 | 28            | 2      |
| 1910 | 23            |        |
| 1923 | 26            | 2      |
| 1951 | 32            | 2      |
| 1961 | 22            | 4      |
| 1971 | 17            | 1      |
| 1981 | 7             | 1      |
| 1991 | 40            | 3      |
| 2001 | 9             | 3      |
| 2011 | 4             | 4      |
| 2022 | 4             |        |

## Kultur und Sehenswürdigkeiten
In Rabenstein befindet sich die kleine Filialkirche Rabenstein; ein romanischer Bau aus der Mitte des zwölften Jahrhunderts.

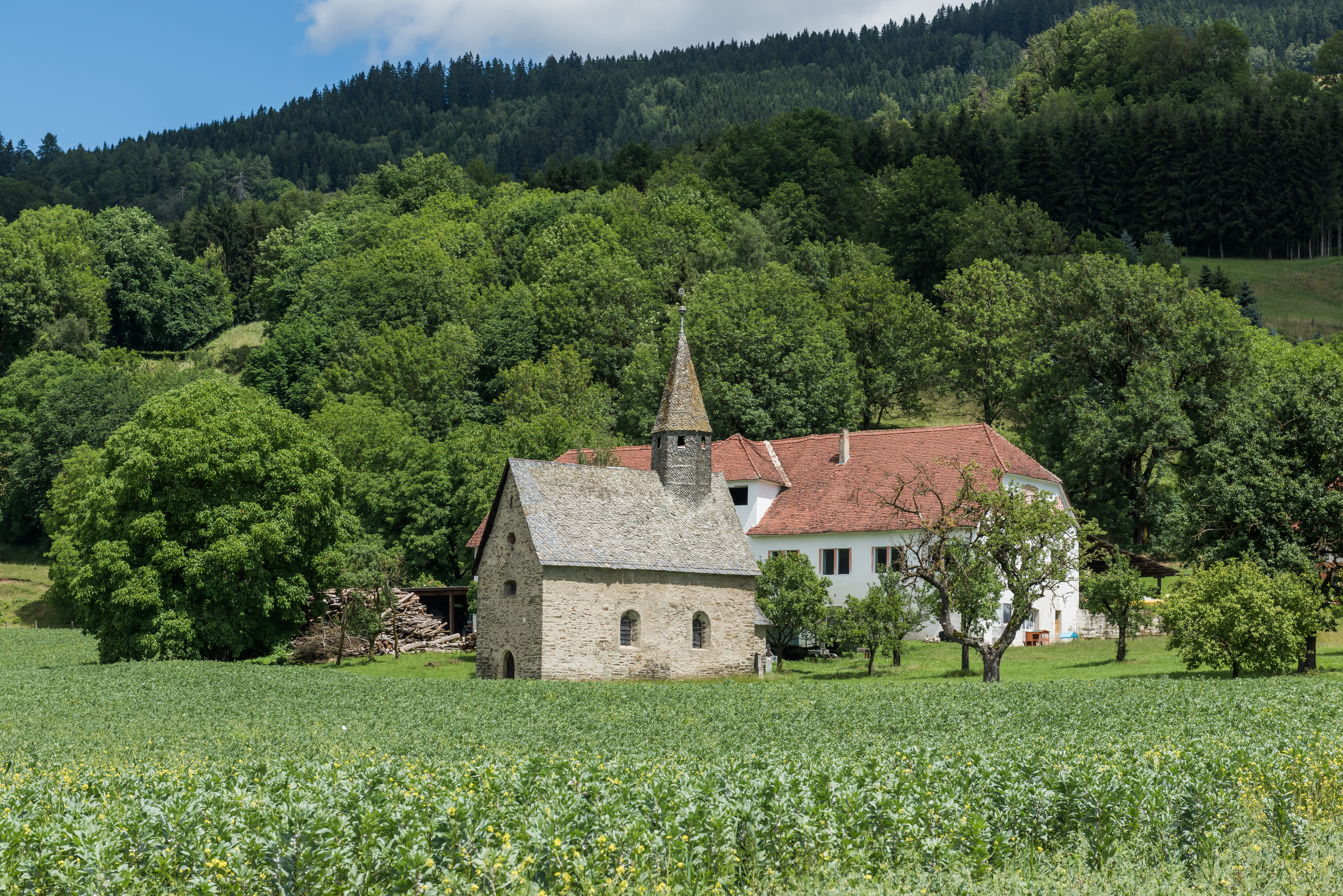
Filialkirche Rabenstein (2015)